# Senat Junior
Senat Junior este un program educativ inovativ care oferă copiilor oportunitatea de a înțelege mai bine procesul legislativ și rolul Parlamentului în arhitectura instituțională. Este dezvoltat de Senatul României, la inițiativa Laurei Hora, specialist comunicare. Programul permite elevilor să intre în contact cu senatorii, prin intermediul Grupului de prietenie copii – senatori și să experimenteze activitățile specifice Senatului, cum ar fi propunerea unei inițiative legislative și dezbaterea acesteia. 
Site-ul programului, www.senatjunior.ro, este prima platformă online a unei instituții publice din România dedicată exclusiv copiilor, având ca scop promovarea educației civice și implicarea acestora în procesul democratic. Prin intermediul unor resurse accesibile, jocuri educative și interacțiuni online cu senatorii, Senat Junior devine un instrument valoros în formarea viitorilor cetățeni activi și informați. 
„Am vorbit mult despre Senat Junior, cu mult înainte de lansarea site-ului, la 1 iunie 2022. Am auzit de multe ori <<Nu se poate>> sau <<Nu am mai făcut niciodată>>. M-am încăpățânat să aduc argumente pentru a fi dezvoltat și să conving lumea de necesitatea lui. Am fost întrebată chiar de ce vreau și eu să aduc copiii pe internet cu un alt site dedicat lor.
Am răspuns că generațiile acestea de copii petrec foarte mult timp online by default. Important este să fim și noi acolo unde sunt copiii, în online, pentru a furniza informații verificate și pentru a face apoi legătura cu activitățile față în față, în clase sau la sediul Senatului.”, a declarat Laura Hora, inițiatoarea proiectului. 
În perioada 9-10 februarie 2025, Parlamentul Ungariei a găzduit Conferința Secretarilor generali ai parlamentelor Uniunii Europene. În cadrul conferinței, Vikárius Arany, Secretar general adjunct al Senatului României, a prezentat proiectul Senat Junior, prima platformă online a unei instituții publice din România dedicată exclusiv copiilor. Această platformă online, prima de acest gen în România, este dedicată copiilor și tinerilor, având ca scop promovarea educației civice și implicarea acestora în procesul democratic. 
1. ↑  „De 1 iunie, Senatul României își redeschide porțile pentru toți copiii și încurajează participarea lor”. www.unicef.org. Accesat în 28 martie 2025.
2. ↑  AGERPRES. „Comunicat de presă - Senatul României”. www.agerpres.ro. Accesat în 28 martie 2025.
3. ↑  Direct, Oradea in (28 iunie 2022). „Senat Junior sau "cum iau naștere legile", proiect implementat de Laura Hora, fostă realizatoare TV în Oradea”. Oradea in direct. Accesat în 28 martie 2025.
4. ↑  „Evenimentul „Senatul Copiilor" va fi organizat de 1 iunie, când se vor desfășura activități culturale și educative de Ziua Copilului”. News.ro. 30 mai 2022. Accesat în 28 martie 2025.
5. ↑  Popescu, Sabina (31 decembrie 2024). „Când un funcționar căruia i se spune „Nu se poate" se încăpățânează să pună pe roate un proiect de creștere civică: "Sunt Laura Hora, mama lui Senat Junior, cum m-a prezentat o prietenă dragă, și îmi place să insist atunci când cred într-un proiect"”. Pedagoteca. Accesat în 28 martie 2025.
6. ↑  României, Senatul (11 februarie 2025). „Senatul României - Conferința Secretarilor generali ai parlamentelor Uniunii Europene”. Senatul României. Accesat în 28 martie 2025.